# Johann Konrad Rechsteiner
Johann Konrad Rechsteiner (* 27. September 1797 in Speicher; † 14. November 1858 in Eichberg; heimatberechtigt in Speicher) war ein Schweizer Theologe, reformierter Pfarrer und Botaniker aus dem Kanton Appenzell Ausserrhoden.

## Leben
Johann Konrad Rechsteiner war ein Sohn von Johann Rechsteiner, vermögender Mousselin-Fabrikant und Ratsherr, und Anna Magdalena Nänni. Er war ein Neffe von Johann Bartholome Rechsteiner.
Ab ca. 1810 besuchte er die Lehranstalt von Pfarrer Gottlieb Zehnder in Gottstatt und danach das Gymnasium in St. Gallen. Er studierte Philosophie und Theologie am St. Galler Gelehrtenkollegium. 1818 erfolgte seine Ordination. Von 1818 bis 1820 absolvierte er ein Studium der Theologie und der Naturwissenschaften an der Universität Halle. Er arbeitete als Vikar in Walzenhausen und Marbach. Von 1822 bis 1824 war er Pfarrer in Ennetbühl, von 1824 bis 1829 in Schönengrund und von 1830 bis 1844 in Teufen. Im Jahr 1823 heiratete er Louise Hauser, Tochter des Heinrich Hauser, Waisenrichter in Wädenswil. Eine zweite Ehe ging er 1828 mit Anna Graf, Tochter von Johann Ulrich Graf, ein. In den Jahren 1844 bis 1845 hielt er sich in Zürich auf. Von 1845 bis 1858 wirkte er als Pfarrer in Eichberg.
Rechsteiner setzte sich in seinen Gemeinden für die Hebung des Schulwesens ein. In Appenzell Ausserrhoden war er 1838 Mitglied der Kommission zur Einführung der neuen Liturgie, der Landesschulkommission sowie der Kantonsschulkommission. Sein Herbarium mit rund 12 000 Spezies aus dem In- und Ausland war eines der umfassendsten in der Schweiz. Darin waren nahezu alle Pflanzenarten der Deutsch-Schweiz vertreten. Es konnte mit Spenden von St. Galler Bürgern mit seinen Sammlungen von Mineralien, Mollusken, Korallen und Versteinerungen für das damalige Naturalien-Cabinet der Stadt erworben werden und befindet sich heute grossteils im Naturhistorische Museum St. Gallen. Rechsteiner stand im Briefwechsel und Pflanzentausch mit angesehenen Botanikern. Er war Mitglied verschiedener in- und ausländischer naturwissenschaftlichen Gesellschaften. Er verfasste unter anderem ein Handwörterbuch zur Erklärung der in Büchern und Schriften so wie im gemeinen Leben am meisten vorkommenden fremden Wörter und Redensarten für Nichtgelehrte, erschienen im Jahr 1824. Nach ihm ist das seltene Bodensee-Vergissmeinnicht Myosotis rehsteineri benannt.

## Werke
- Sammlung von Johann Konrad Rechsteiner im Naturmuseum St. Gallen